# Helogale hirtula
La mangosta enana etíope (Helogale hirtula), también conocida como mangosta enana del desierto o mangosta enana somalí, es un mamífero carnívoro de la familia Herpestidae que habita al oriente de África, particularmente en Etiopía, Kenia y Somalia.

## Subespecies
Se reconocen las siguientes:
- H. h. hirtula Thomas, 1904;
- H. h. ahlselli Lönnberg, 1912;
- H. h. annulata Drake-Brockman, 1912;
- H. h. lutescens Thomas, 1911;
- H. h. powelli Drake-Brockman, 1912.